# Oreomecon alpina
Oreomecon alpina (L.) Banfi, Bartolucci, J.-M.Tison & Galasso è una pianta erbacea appartenente alla famiglia delle Papaveraceae, diffusa in Europa centrale e meridionale.

## Descrizione

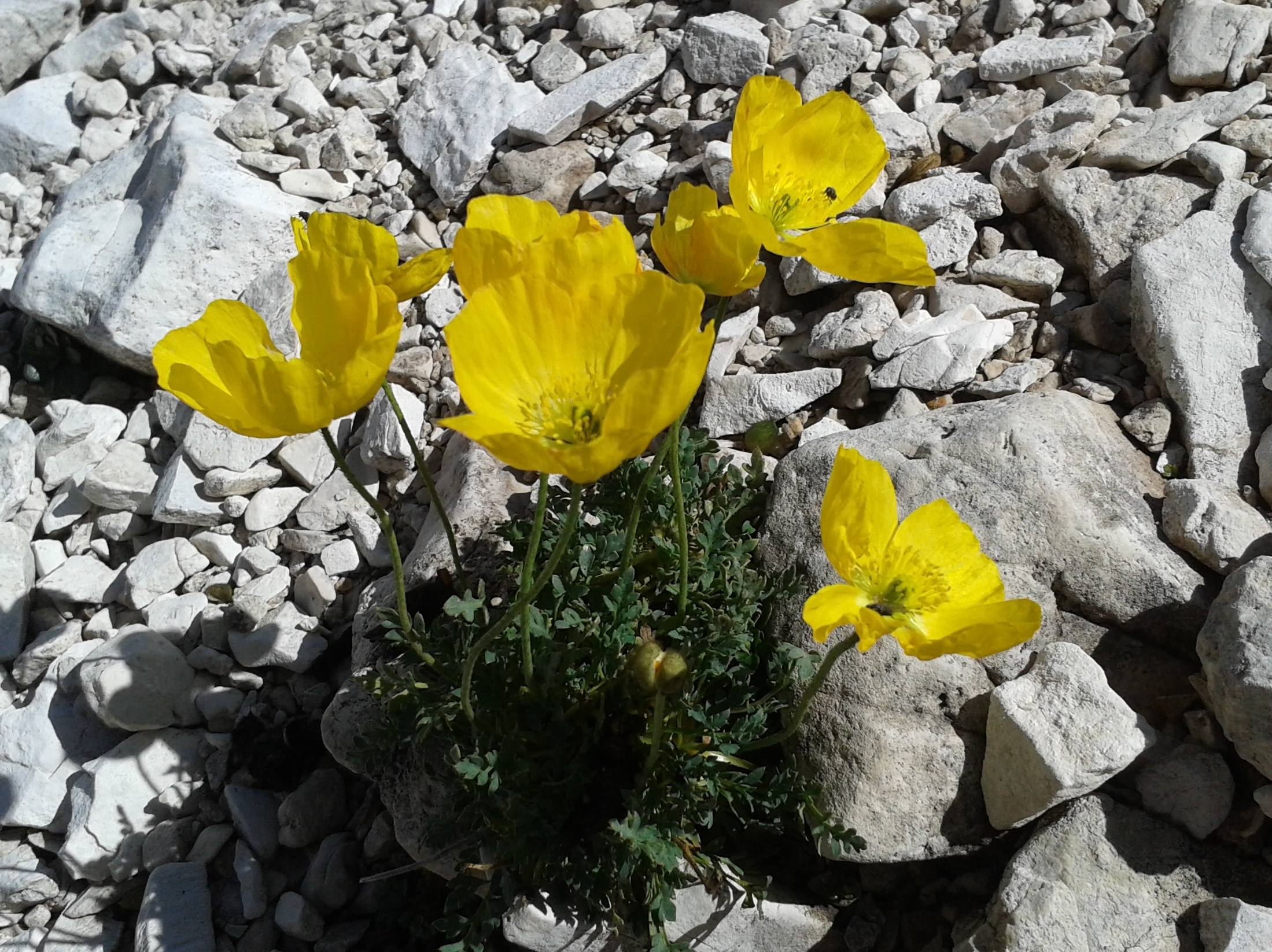
Papaver alpinum - Tre Cime di Lavaredo.

Pianta perenne, alta 10–15 cm; fusto strisciante, ascendente, dal quale si eleva uno scapo unifloro, pubescente, generalmente eretto dopo l'antesi (periodo di fioritura); foglie pennate a segmenti lanceolati (il terminale più largo) più o meno acuti, con 1 o 2 denti per lato; corolla larga 4-6-cm; petali obovato-rotondi, bianchi oppure gialli, (vedi sotto particolarità) con decise e stabili deviazioni sul rosso-aranciato in alcune stazioni; ovario con raggi stigmatici piramidati. Fiorisce da luglio ad agosto.

## Distribuzione e habitat
Presente solo nel continente europeo, l'areale di O. alpina si estende dalla Francia ai Balcani, Italia inclusa, dove lo si può trovare sia sulle Alpi che negli Appennini. Brecciai, da 2000 fino a 2800 m, nei principali gruppi montuosi Alpini, Gran Sasso, Majella, Velino, Sirente e Monti Marsicani.

## Tassonomia
Le due varietà dei papaveri alpini bianchi o gialli vengono ora trattate come un'unica sottospecie di O. alpina. Secondo precedenti studi, gli esemplari con petali bianchi e quelli con petali gialli venivano invece considerati appartenenti a due specie distinte, e precisamente:
- Papaver degenii (Urum. & Jàv ) Kuzm. (Papavero di Degen), gli esemplari con i petali gialli;
- Papaver julicum Mayer et Merxm. (Papavero delle Alpi Giulie), quelli con i petali bianchi.

Queste due varietà si trovano generalmente in siti ben distinti, e quando capita di trovarle insieme, per gli esemplari bianchi si tratta probabilmente di albinismo, perché sono gialli nella fauce.

Inoltre se confrontiamo gli esemplari gialli con quelli bianchi, si riscontra sostanziale differenze morfologiche, specialmente nelle foglie, che nel primo caso sono verdi e glabre, nel secondo bianco-tormentose.

Queste differenze meriterebbero un ripensamento sull'attribuzione ad un unico taxon, e il riconoscimento quanto meno di due sottospecie distinte.